# Nguyễn Chính
Nguyễn Chính (tên khai sinh là Nguyễn Đình Chín, sinh năm 1939 tại Nghệ An) là nhạc sĩ Việt Nam, được tặng Giải thưởng Nhà nước về Văn học Nghệ thuật năm 2012.

## Tiểu sử
Nguyễn Chính (tên khai sinh là Nguyễn Đình Chín) sinh ngày 6 tháng 11 năm 1939 tại Nam Đàn, Nghệ An.
Năm 1955, ông vào Đoàn Ca Múa Nhân dân Trung ương, là diễn viên hát. Năm 1974, tốt nghiệp đại học Chỉ huy tại Nhạc viện Hà Nội, ông về chỉ huy dàn nhạc dân tộc thuộc Nhà hát Ca Múa Nhạc Việt Nam. Năm 1980, được đi học trên Đại học tại Nhạc viện Liszt (Hungari) và năm 1985 về lại Nhà hát làm Phó Giám đốc phụ trách chuyên môn. Ông nghỉ hưu từ cơ quan này.

## Sự nghiệp
Nhạc sĩ  Đỗ Hồng Quân - Chủ tịch Hội Nhạc sĩ Việt Nam 
Lĩnh vực sáng tác chủ yếu của Nguyễn Chính là khí nhạc dân tộc. Ông được xem là một trong những nhạc sĩ hàng đầu trong lĩnh vực khí nhạc dân tộc. Một số tác phẩm tiêu biểu: Trống hội đầu xuân (hòa tấu dàn nhạc dân tộc), Tình quê hương (đàn bầu và dàn nhạc), Cô gái Tràng An, Khát vọng (hòa tấu dàn nhạc dân tộc), Tình thương mến (độc tấu thập lục và dàn nhạc), Chợ quê (độc tấu nhị), Hứng dừa (nhạc múa), Bức tranh thôn nữ (nhạc múa), Thị xã yên tĩnh (nhạc phim)...
Ông còn sáng tác một số tác phẩm thanh nhạc, nhạc không lời, phối khí cho các ca khúc, cho dàn nhạc dân tộc. Nhiều tác phẩm đã được sử dụng trên sân khấu, làn sóng, màn ảnh nhỏ, băng nhạc, đĩa nhạc và các nhà xuất bản, báo chí... và giành được nhiều giải thưởng trong các hội diễn nghệ thuật.
Năm 2011, dù đã cao tuổi, ông vẫn tham gia trại sáng tác của Hội Nhạc sĩ Việt Nam. Bản khí nhạc “Săn đuổi” của ông viết cho cồng chiêng và dàn nhạc dân tộc được đánh giá cao. Nhạc sĩ Đỗ Hồng Quân nhận xét: “Trong “Săn đuổi”, bất ngờ là tác giả đã sử dụng tù và – vốn không phải là nhạc cụ, mà chỉ là một phương tiện phát ra âm thanh – để làm những điểm nhấn cần thiết trong tác phẩm. Sự sáng tạo của người nghệ sĩ chính là ở đó!”.
Ông được phong tặng Nghệ sĩ ưu tú đợt III (1993).
Năm 2012, ông được tặng Giải thưởng Nhà nước về Văn học Nghệ thuật  với các ca khúc: Bài ca Hồ Chí Minh, Bên tượng đài mẹ Suốt và các tác phẩm khí nhạc: Trống hội đầu xuân, Tình quê hương, Cô gái Tràng An.

## Tác phẩm chính

### Ca khúc
- Bài ca Hồ Chí Minh,
- Bên tượng đài mẹ Suốt

### Khí nhạc
- Trống hội đầu xuân,
- Tình quê hương,
- Cô gái Tràng An
- Khát vọng (hòa tấu dàn nhạc dân tộc)
- Tình thương mến (độc tấu thập lục và dàn nhạc)
- Chợ quê (độc tấu nhị)
- Hứng dừa (nhạc múa)
- Bức tranh thôn nữ (nhạc múa)
- Thị xã yên tĩnh (nhạc phim)

## Vinh danh
- Nghệ sĩ ưu tú (1993)
- Giải thưởng Nhà nước về Văn học Nghệ thuật (2012)